# مهنوش زمردی
مانوش زمردی (انگلیسی: Manoush Zomorodi) روزنامه‌نگار، نویسنده، مجری و پادکست‌ساز اهل ایالات متحده آمریکا است.
وی کارش را به‌عنوان گزارشگر و تهیه‌کنندهٔ رویترز و بی‌بی‌سی نیوز شروع کرد و به‌مدت دو سال ساکن برلین بود.
مانوش زمردی مجری پادکست «یادداشت‌های شخصی» بود که مکاشفه‌ای دربارهٔ رابطهٔ بشر با تکنولوژی بود و خودش آن را «یک برنامهٔ تکنولوژیکی دربارهٔ چگونه انسان ماندن» توصیف نمود. این پادکست به گسترهٔ وسیعی از مطالب از جمله سرریز داده‌ها، آشفتگی دیجیتال، پیامک‌های جنسی و قابلیت‌های استراق سمع ابزارک‌های الکترونیکی می‌پرداخت. مانوش در سال ۲۰۱۷ با همکاری پروپابلیکا، برنامه‌ای به نام «درهم شکستن جعبهٔ سیاه» ساخت که در واقع، کندوکاوی دربارهٔ جمع‌آوری اطلاعات شخصی کاربران توسط شرکت فیس‌بوک بود. وی سپس برنامه‌ای ۵ قسمتی به نام «تناقض حریم شخصی» ساخت که هدفش کمک به کاربرانِ فیس‌بوک بود تا کنترل اطلاعات شخصی خود را دوباره به دست بگیرند. این پروژه برندهٔ جایزه وبی در شاخهٔ «پادکست و پیام صوتی دیجیتال برتر» سال ۲۰۱۸ میلادی شد. «آکادمی پادکست‌سازان»، این برنامه را، «بهترین پادکست تکنولوژی سال ۲۰۱۷» نامید. در سال ۲۰۱۸، مجلهٔ فست کامپانی نام مانوش زمردی را در فهرست «۱۰۰ تن از خلاق‌ترین افراد در زمینهٔ کسب و کار» قرار داد. او برندهٔ جوایز متعددی در زمینهٔ روزنامه‌نگاری نیز شده‌است که از آن میان می‌توان به «جایزهٔ باشگاه خبرنگاری نیویورک در زمینهٔ روزنامه‌نگاری» اشاره کرد. «اتحادیهٔ زنان در رسانه» نیز او را به‌عنوان «برترین مجری» سال ۲۰۱۴ معرفی نمود.
مانوش زمردی پایه‌گذار شرکت رسانه‌ای «اِستیبل جینیـِس» است که شرح ماجرای آن در پادکست «زیگ‌زاگ» رادیوتوپیا توصیف شده‌است. 